# Sjøvegan
Sjøvegan es un pueblo y centro administrativo del municipio de Salangen en Troms, Noruega. 

## Ubicación
Se localiza en el final del Sagfjorden, una rama del fiordo de Salangen. El río Salangselva desemboca en el fiordo, cerca de Sjøvegan. El río fluye a través de los lagos Nervatnet y Øvrevatnet, que están al este de la localidad.
Sjøvegan está a 17 km al este de la ruta europea E6. Setermoen, en Bardu, se encuentra a 25 km al este y Laberget a 3,5 km al suroeste.
Tiene una población de 721 habitantes con una densidad de 890 hab/km². Es sede del equipo Salangen IF y de la iglesia de Salangen.

## Etimología
El nombre es el plural de la palabra "Sjøveg" que significa vei ned til sjøen o "el camino que va hacia el mar".

## Galería

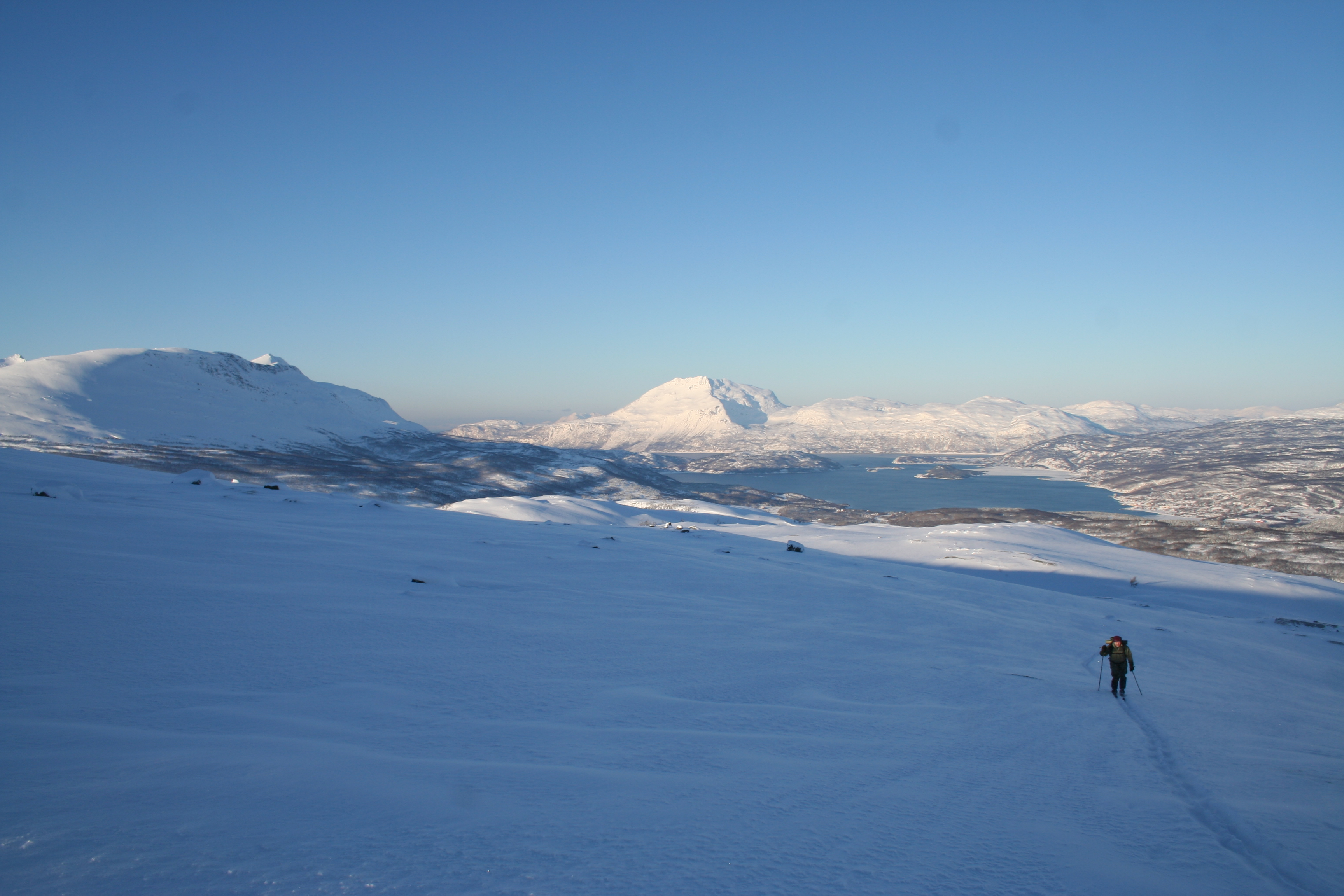
Sjøvegan a la derecha
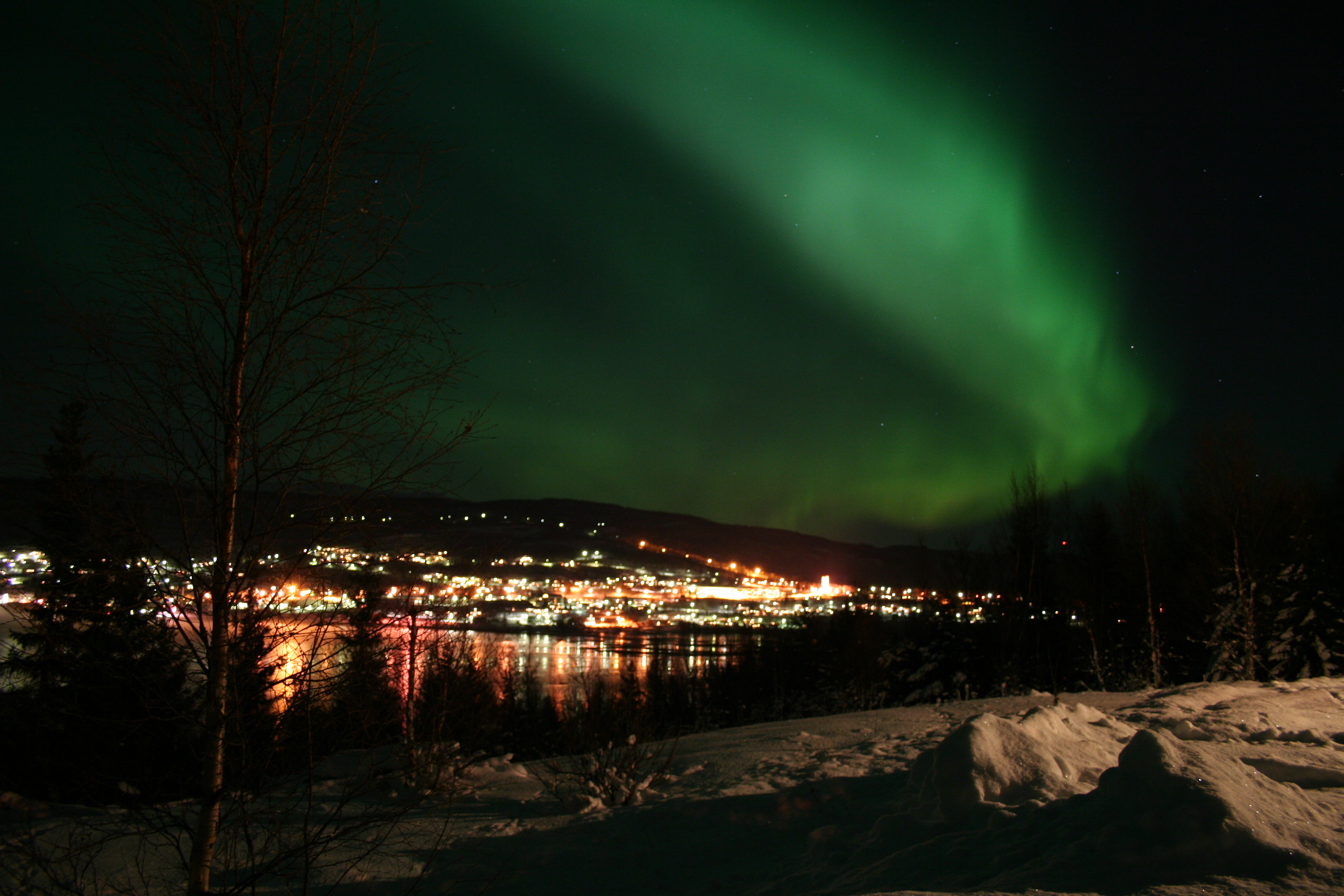
Sjøvegan de noche